# 波羅斯島
波羅斯島（希臘語：Πόρος）是希臘的島嶼，位於萨罗尼科斯湾西南部，面積22.9平方公里，海岸線長度42公里，最高點海拔高度358米，2021年波罗斯镇的人口数量为2,806人，而包括整个波罗斯岛、伯罗奔尼撒半岛上的一些沿海地带以及周边数个小岛的同名市镇的人口数量则为3,261人。該地區自青銅時代有人類居住。
波罗斯岛实际上为一对岛屿，波罗斯镇所在的南边岛屿面积更小，为火山岛，北边的岛屿面积更大。两岛之间有一道狭窄的海峡，并由桥梁相连。

## 外部連結
- 波罗斯市镇官方网站 （页面存档备份，存于） （希臘語和英語）
- Kalaureia Archaeological Excavations （页面存档备份，存于） （英語）